# Archaebalaenoptera
Archaebalaenoptera — рід вимерлих морських родовищ, відомих з пізнього міоцену до пліоцену в Нідерландах, Північній Італії та Перу.

## Класифікація
Типовий вид, A. castriarquati, був відкритий в 1983 році з відкладень пізнього пліоцену (п'яценціанського) формації Castell’Arquato на півночі Італії. Кладистичний аналіз Balaenopteridae виявив Archaebalaenoptera як одного з, якщо не найпримітивніших смугачів. Другий вид Archaebalaenoptera, A. liesselensis, відомий з формації Бреда пізнього міоцену (пізній тортон) поблизу Лісселя в Нідерландах, а неназваний вид відомий з Перу. A. liesselensis відрізняється від типового виду та безіменного перуанського виду більшим розміром. 

## Палеобіологія
Примітивна морфологія щелепи свідчить про те, що Archaebalaenoptera, ймовірно, не були здатні харчуватися шляхом всмоктування.